# Dziewczyny, dziewczyny
Dziewczyny, dziewczyny (niem. Mädchen, Mädchen) – niemiecki film fabularny z gatunku komedia młodzieżowa z 2001 roku w reżyserii Dennisa Gansela.

## Obsada
- Diana Amft - Inken
- Karoline Herfurth - Lena
- Felicitas Woll - Victoria
- Andreas Christ - Nick
- Max Riemelt - Flin